# 신채공주
신채공주(新蔡公主, ? ~ ?) 또는 유영미(劉英媚)는 중국 남북조 시대 유송의 제3대 황제 문제의 딸이며, 제4대·제5대 황제인 유소·효무제의 여동생이다.
본래 하매(何邁)와 결혼했으나, 조카 유자업이 전폐제로 즉위한 뒤 궁궐을 찾아갔다가 전폐제에게 강간당했다. 이후 전폐제는 궁녀 하나를 죽여서 그 시체를 하매에게 보내고 신채공주가 죽었다고 거짓말을 했다. 하매는 아내가 죽지 않은 것을 알고 반란을 일으키려 했다가 발각당해 주살당했다.
전폐제는 신채공주의 성을 사(謝)씨로 바꾸고 아내로 삼았다. 전폐제는 신채공주를 황후로 삼으려 했으나 신채공주가 거부하였다.
전폐제가 폭정 끝에 암살당한 뒤 신채공주가 어떻게 되었는지는 알 수 없다.